# Léonard Thiry
Léonard Thiry (Bavay, 1490 circa – Anversa, 1550 circa) è stato un pittore fiammingo.

## Biografia

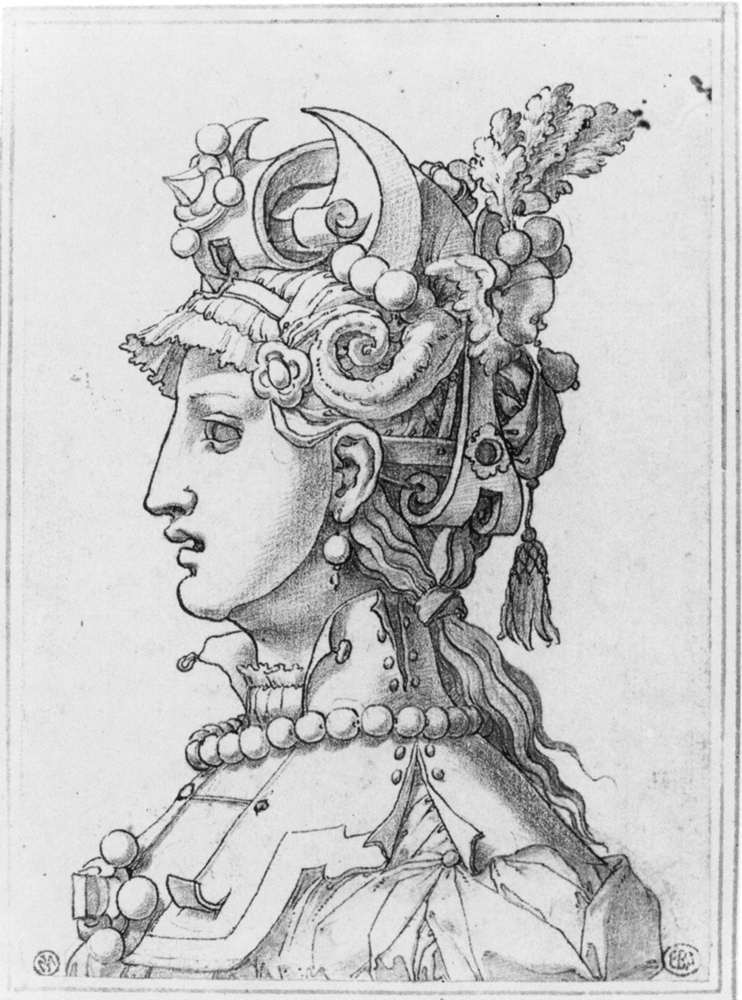
Disegno per una maschera femminile

È forse identificabile con Leonaert Terey, documentato ad Anversa nel 1533 come membro della Confraternita di San Luca. È menzionato a Fontainebleau con Rosso Fiorentino per la decorazione della Galleria di Francesco I, risalente al 1536. Collaborò poi tra il 1538 ed il 1550 con il Primaticcio per i lavori alla Porta Dorata.
Tornato ad Anversa, dove avrebbe introdotto le novità della pittura apprese a Fontainebleau, vi sarebbe morto verso il 1550.
Fu autore della Leggenda di Giasone e del Vello d'oro, incisa poi da R. Boyvin nel 1563, disegni ora a Leida, al Gabinetto dei disegni dell'Università e a Parigi, alla Ecole Nationale des Beaux-Arts.
J. Androuet Du Cerceau incise Rovine antiche (1550) da disegni di Thiry; il Maestro L.D., con il quale è stato più volte confuso, incise in base ai suoi lavori una serie di scene mitologiche inserite in ampi paesaggi, i cui soggetti rammentano la decorazione, ora perduta, della camera del re a Fontainebleau.